# Luke Roberts
Luke Justin Roberts (Adelaida, 25 de enero de 1977) es un deportista australiano que compitió en ciclismo en las modalidades de pista, especialista en las pruebas de persecución, y ruta.
Participó en tres Juegos Olímpicos de Verano, entre los años 2000 y 2008, obteniendo una medalla de oro en Atenas 2004 en la prueba de persecución por equipos (junto con Graeme Brown, Brett Lancaster y Bradley McGee).
Ganó seis medallas en el Campeonato Mundial de Ciclismo en Pista entre los años 2002 y 2008.
En 2005 fue condecorado con la Medalla de la Orden de Australia (OAM).

## Medallero internacional
| Juegos Olímpicos   | Juegos Olímpicos             | Juegos Olímpicos  | Juegos Olímpicos     |
| Año                | Lugar                        | Medalla           | Competición          |
| ------------------ | ---------------------------- | ----------------- | -------------------- |
| 2004               | Atenas (Grecia)              | Medalla de oro    | Persecución por eqs. |
| Campeonato Mundial |                              |                   |                      |
| Año                | Lugar                        | Medalla           | Competición          |
| 2002               | Ballerup (Dinamarca)         | Medalla de oro    | Persecución por eqs. |
| 2002               | Ballerup (Dinamarca)         | Medalla de plata  | Persecución ind.     |
| 2003               | Stuttgart (Alemania)         | Medalla de oro    | Persecución por eqs. |
| 2003               | Stuttgart (Alemania)         | Medalla de plata  | Persecución ind.     |
| 2005               | Los Ángeles (Estados Unidos) | Medalla de oro    | Persecución por eqs. |
| 2008               | Mánchester (Reino Unido)     | Medalla de bronce | Persecución por eqs. |

## Palmarés

### Ruta
2001
- 1 etapa del Tour Down Under

2002
- Tour de Tasmania

2003
- 1 etapa del Giro del Capo
- 1 etapa del G. P. Ringerike
- 2 etapas del Giro del Veneto

2004
- 1 etapa del Tour de Rhénanie-Palatinat
- 1 etapa del Tour de Normandía
- 3.º en el Campeonato de Australia Contrarreloj

2005
- 1 etapa del Tour del Mediterráneo

2006
- 1 etapa del Tour de Hesse
- 2.º en el Campeonato de Australia Contrarreloj

2008
- 1 etapa del Giro del Capo

2010
- 1 etapa de la Vuelta a Murcia
- 3.º en el Campeonato de Australia Contrarreloj

2013
- 1 etapa del Istrian Spring Trophy

### Pista

#### Juegos olímpicos
Atenas 2004
- Campeón olímpico de persecución por equipos (avec Bradley McGee, Brett Lancaster et Graeme Brown)

#### Campeonatos del mundo
Ballerup 2002
- Campeón del mundo en persecución por equipos (con Peter Dawson, Brett Lancaster y Stephen Wooldridge)
- Medalla de plata en persecución

Stuttgart 2003
- Campeón del mundo en persecución por equipos  (con Peter Dawson, Brett Lancaster y Graeme Brown)
- Medalla de plata en persecución

Melbourne 2004
- Campeón del mundo en persecución por equipos

Mánchester 2008
- Medalla de bronce en persecución por equipos

#### Copa del mundo
1998
- 1.º en persecución en Cali

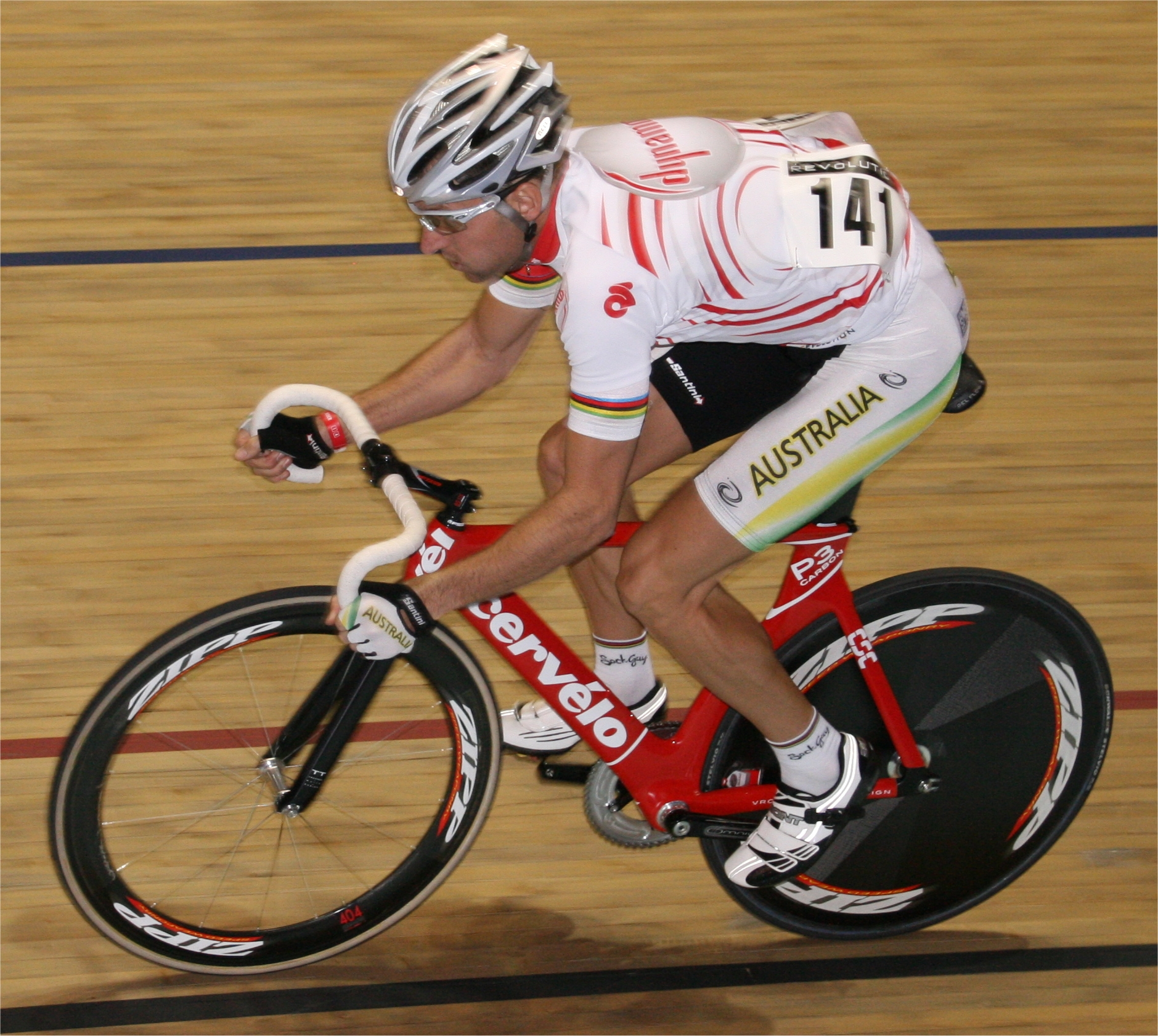
Luke Roberts en la pista

- 1.º en persecución por equipos en Victoria (con Timothy Lyons, Michael Rogers y Brett Lancaster)
- 1.º en madison en Victoria (con Michael Rogers)

1999
- Clasificación general en persecución
- 1 en persecución por equipos en Cali (con Graeme Brown, Nigel Grigg y Brett Lancaster)
- 1 en persecución por equipos en Frisco  (con Graeme Brown, Nigel Grigg y Brett Lancaster)
- 2.º en persecución en Cali
- 3.º en persecución en Frisco

2002
- 2.º en persecución en Moscú

2003
- 3.º en persecución en Cap
- 3.º en persecución por equipos en Cap

2007-2008
- 3.º en persecución en Copenhague
- 3.º en persecución por equipos en Copenhague

#### Seis días
- 2009 : Seis días de Grenoble (con Franco Marvulli)

#### Juegos de la Commonwealth
Manchester 2002
- Medalla de oro en persecución por equipos

## Resultados en Grandes Vueltas y Campeonatos del Mundo
| Carrera         | Carrera         | 2002 | 2003 | 2004 | 2005  | 2006 | 2007 | 2008 | 2009 | 2010  | 2011 | 2012  | 2013 | 2014 |
| --------------- | --------------- | ---- | ---- | ---- | ----- | ---- | ---- | ---- | ---- | ----- | ---- | ----- | ---- | ---- |
|                 | Giro de Italia  | —    | —    | —    | —     | —    | —    | —    | —    | 124.º | —    | 115.º | —    | —    |
|                 | Tour de Francia | —    | —    | —    | 102.º | —    | —    | —    | —    | 103.º | —    | —     | —    | —    |
|                 | Vuelta a España | —    | —    | —    | —     | —    | —    | —    | —    | —     | —    | —     | —    | —    |
| Mundial en Ruta | Mundial en Ruta | —    | —    | Ab.  | —     | —    | —    | —    | —    | —     | —    | —     | —    | —    |

| —: No participó | Ab: Abandono |